# 布列塔尼旗幟
布列塔尼旗幟由黑白兩色組成，設計於1923年，設計時參考了美國國旗和希臘國旗。在過去布列塔尼旗幟曾帶有分離主義含義，但現在布列塔尼旗幟已經不帶有政治含義，在布列塔尼地區隨處可見，即使是在一些政府部門。

九個水平條紋代表布列塔尼公國歷史上劃分的傳統教區。五條黑色條紋代表使用法語或加洛語的雷恩總教區（雷恩、多爾和聖馬洛）、南特和聖布里厄上布列塔尼天主教教區；四個白色條紋代表使用布列塔尼語的特雷戈爾、萊昂、科爾努瓦耶和瓦訥下布列塔尼天主教教區。
十一個鼬皮斑點代表布列塔尼公國的傳統古代象徵，常用於紋章和旗幟。白鼬皮在毛皮貿易中備受推崇，尤其是在冬季外套中，並用於裝飾外套和披肩。鼬皮通常供高級貴族和皇室使用，所以與加冕斗篷、王冠和貴族帽的襯裡有相關聯繫。

## 外部連結
- Bannieloù Breizh, the vexillological and heraldical association of Brittany
- Gwenn ha du, a website to discover the story of the Breton flag （法文）

1. ↑  Octave-Louis Aubert, «Pour de drapeau!», Bretagne, no 152, octobre 1937, p. 292
2. ↑  Rault 1998, p. 44
3. ↑  Woodcock, Thomas; Robinson, John Martin (1988). The Oxford Guide to Heraldry. Oxford: Oxford University Press. pp. 88–89. ISBN 0-19-211658-4.